# Philodendron dunstervilleorum
Philodendron dunstervilleorum är en kallaväxtart som beskrevs av George Sydney Bunting. Philodendron dunstervilleorum ingår i släktet Philodendron och familjen kallaväxter. Inga underarter finns listade.